# Koccsi
Koccsi (malajálam: കൊച്ചി , angol: Kochi), korábban Kocsín (angol: Cochin) város India délnyugati részén, Kerala szövetségi államban, az Arab-tenger partján. A város lakossága 677 ezer fő, az elővárosokkal együtt 2,12 millió fő volt 2011-ben.
Kereskedelmi és ipari központ. A fő iparágak: hajógyártás, fűszer- és halkereskedelem, textilipar, mezőgazdasági termékek feldolgozása. Kerala állam területén a legfontosabb kikötőváros. 
Az itteni Szent Ferenc-templomban temették el Vasco da Gama felfedezőt, mielőtt exhumálás után visszaszállították volna Portugáliába maradványait. A templom India legrégebbi európai temploma.

## Éghajlat
Éghajlata trópusi monszun. 
| Hónap                                   | Jan. | Feb. | Már. | Ápr. | Máj. | Jún. | Júl. | Aug. | Szep. | Okt. | Nov. | Dec. | Év   |
| --------------------------------------- | ---- | ---- | ---- | ---- | ---- | ---- | ---- | ---- | ----- | ---- | ---- | ---- | ---- |
| Átlagos max. hőmérséklet (°C)           | 31,7 | 32,0 | 32,5 | 33,0 | 32,3 | 30,0 | 29,3 | 29,3 | 30,0  | 30,6 | 31,2 | 31,8 | 31,1 |
| Átlagos min. hőmérséklet (°C)           | 22,6 | 24,0 | 25,3 | 25,9 | 25,7 | 24,0 | 23,7 | 24,0 | 24,2  | 24,0 | 24,0 | 23,0 | 24,2 |
| Átl. csapadékmennyiség (mm)             | 23   | 26   | 31   | 95   | 283  | 706  | 593  | 403  | 280   | 320  | 175  | 43   | 2978 |
| Forrás: India Meteorological Department |      |      |      |      |      |      |      |      |       |      |      |      |      |

## Népesség
A város népességének változása (elővárosok nélkül):

| 2001 | 596 473 |
| 2011 | 677 381 |

## Sport
2011-ben itt működött a legnagyobb indiai Húsz20-as krikettbajnokság, az Indian Premier League egyik klubja, a Kochi Tuskers Kerala. A csapat azonban egyetlen szezon után megszűnt.

## Fordítás
Ez a szócikk részben vagy egészben  a   Kochi című angol Wikipédia-szócikk fordításán alapul.  Az eredeti cikk szerkesztőit annak laptörténete sorolja fel. Ez a jelzés csupán a megfogalmazás eredetét és a szerzői jogokat jelzi, nem szolgál a cikkben szereplő információk forrásmegjelöléseként.